# Національний центр дольменів
Націона́льний центр до́льменів (нід. Hunebedcentrum) — археологічний музей у нідерландському містечку Боргер в провінції Дренте. Розташований поблизу найбільшого мегалітичного поховання в Нідерландах.
На території провінції Дренте розташована переважна більшість дольменів Нідерландів. У 1959 році, у містечку Боргер, поблизу якого, зокрема, знайдено 16 дольменів, був створений науково-дослідницький центр. У 1982 році на базі центру був створений музей, який розташувався у колишній зброївні. Наприкінці 1990-х років було вирішено побудувати нове приміщення для музею, який з 1984 року мав назву Національного інформаційного центру дольменів. Автором первісного проекту будівлі став архітектор Альдо ван Ейк, який до того побудував дитячий притулок в Амстердамі, але він у 1999 році помер і реалізацію задуму здійснила його вдова Ханні ван Ейк разом з архітектором Абелєм Бломом. 27 травня 2005 року, за участі принцеси Маргріт, відбулося урочисте відкриття нового музею.
Експозиція музею присвячена дослідженню мегалітичних споруд та культури: на змодельованих ландшафтах епохи неоліту показано життя поселення мегалітичних людей. В колекції є посуд культури лійчастого посуду, черепи прадавніх людей, їх інструменти.
Відвідувачі музею можуть подивитися низку науково-популярних фільмів, а також оглянути детально реконструйований дольмен у подвір'ї музею.
Окрім постійної експозиції, в музеї проводяться тимчасові виставки.
На території музею діють дослідницький центр, ресторан, сувенірний магазин.

### Галерея

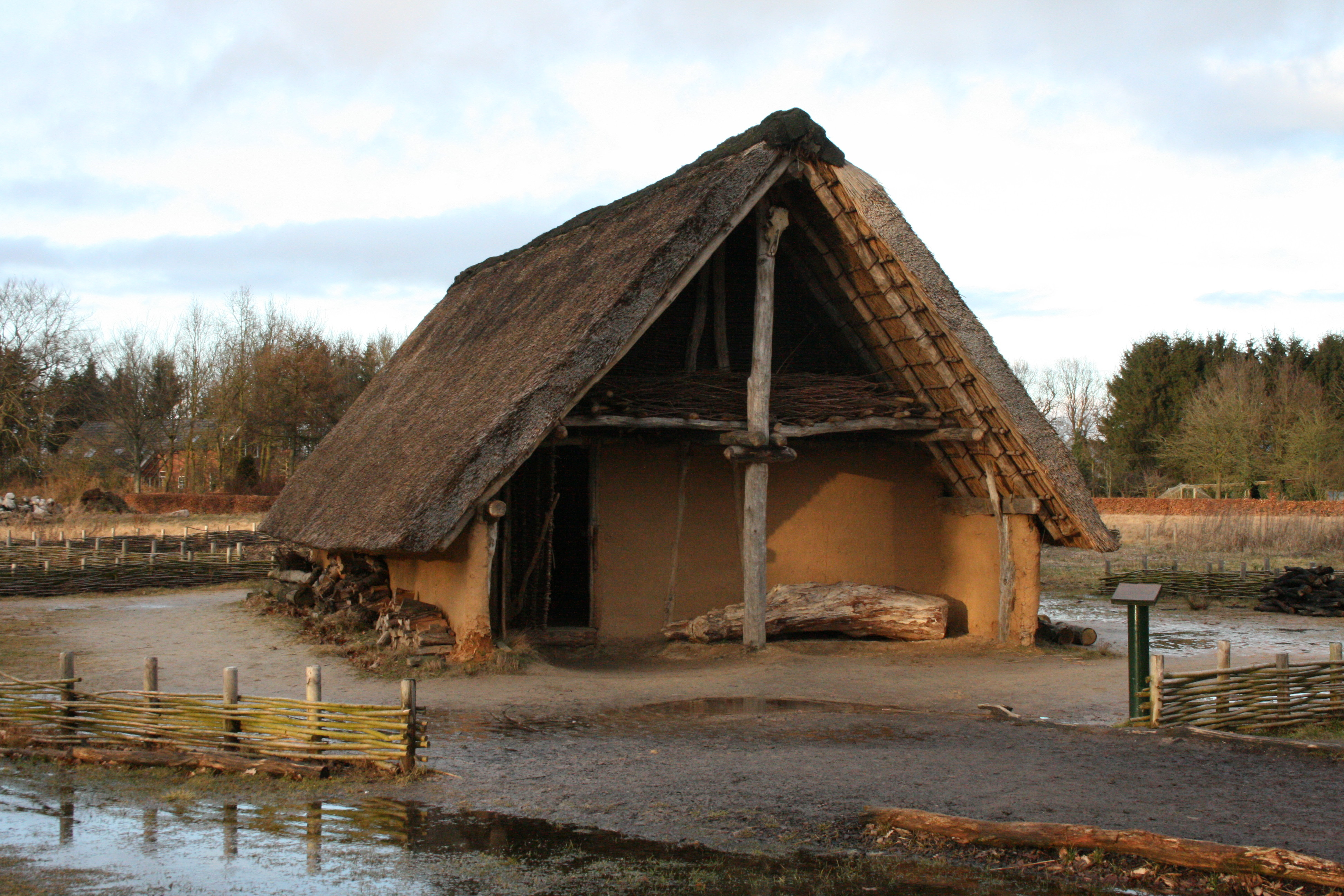
Хатина прадавніх людей
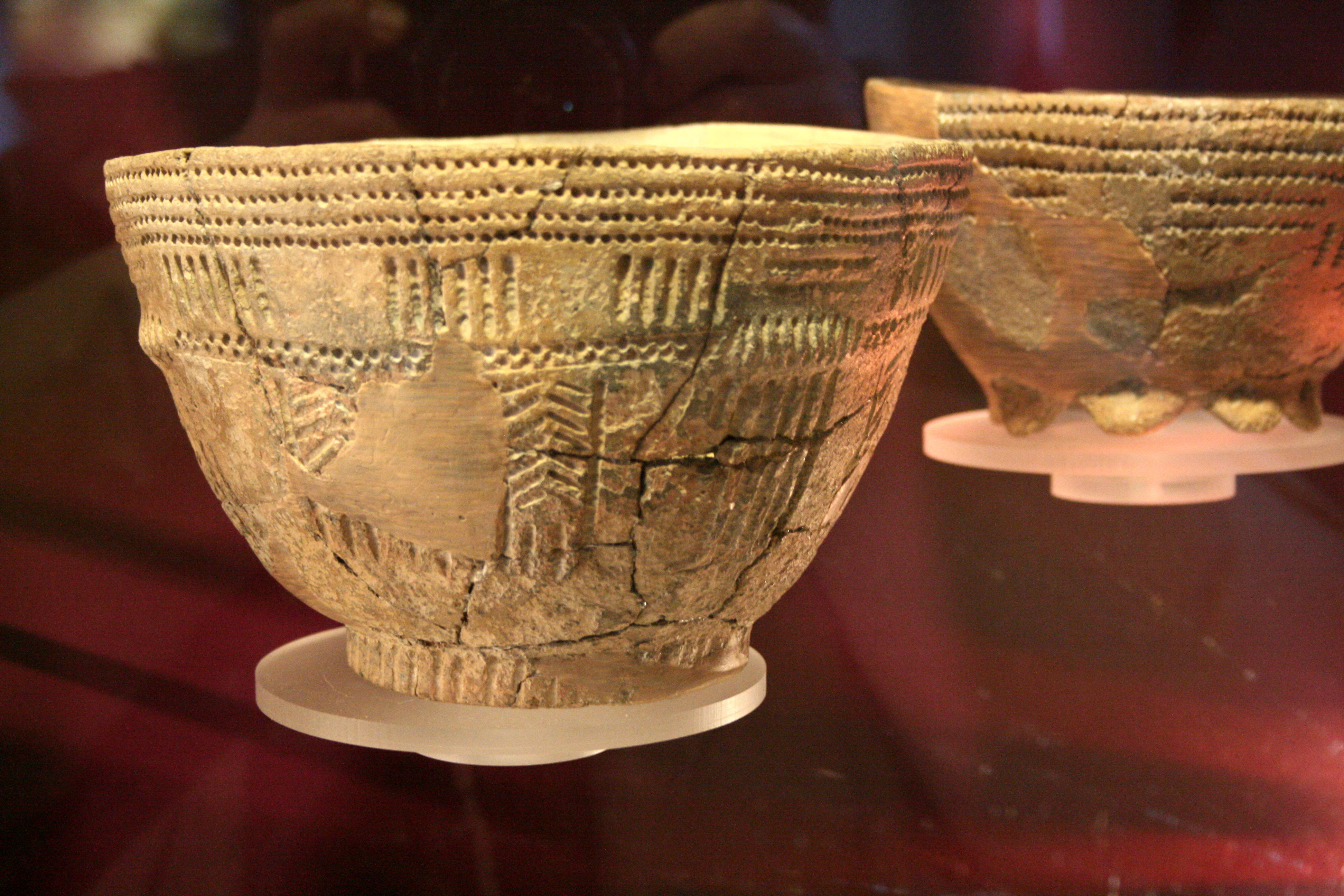
Посуд
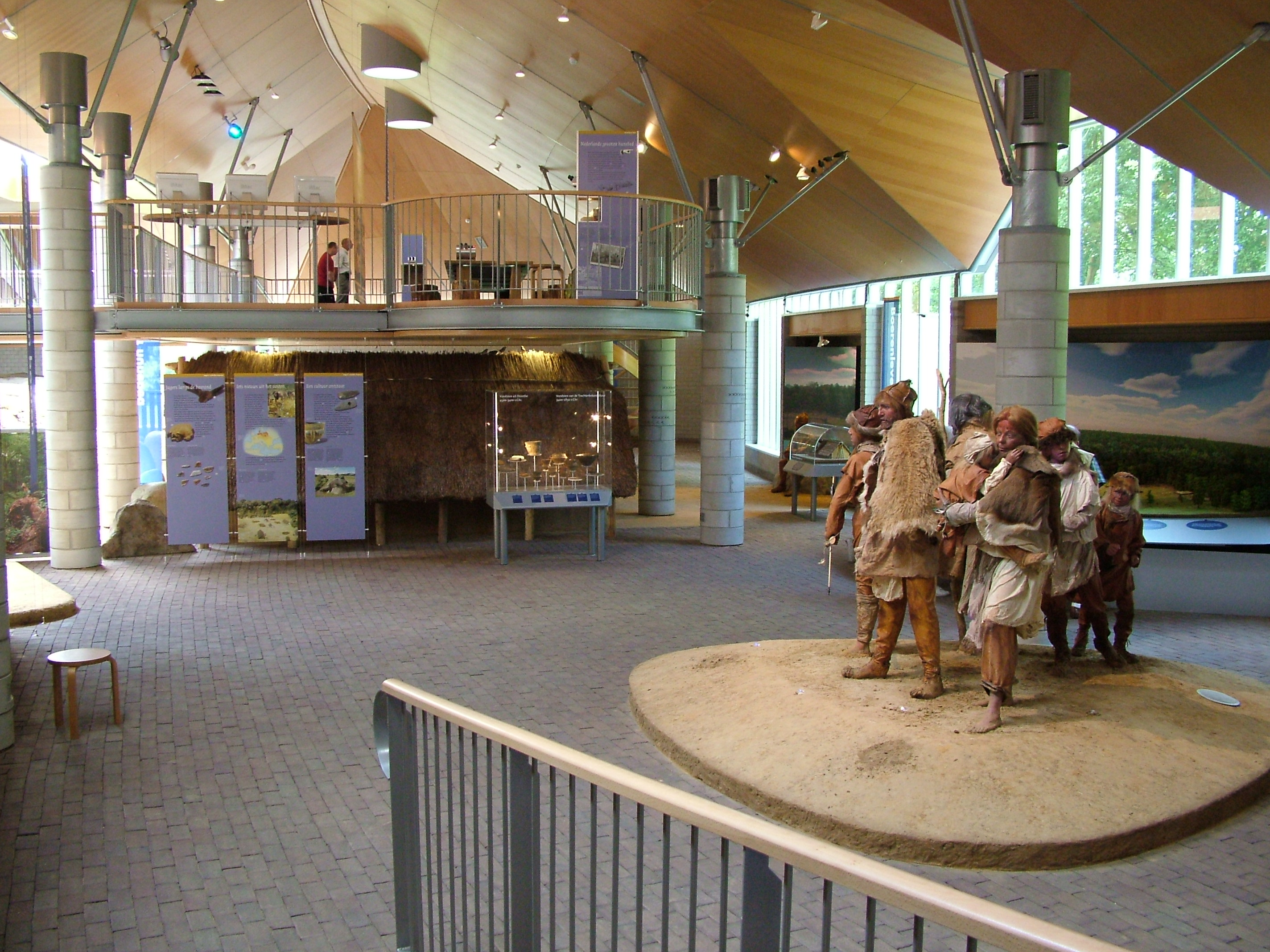
Зал музею
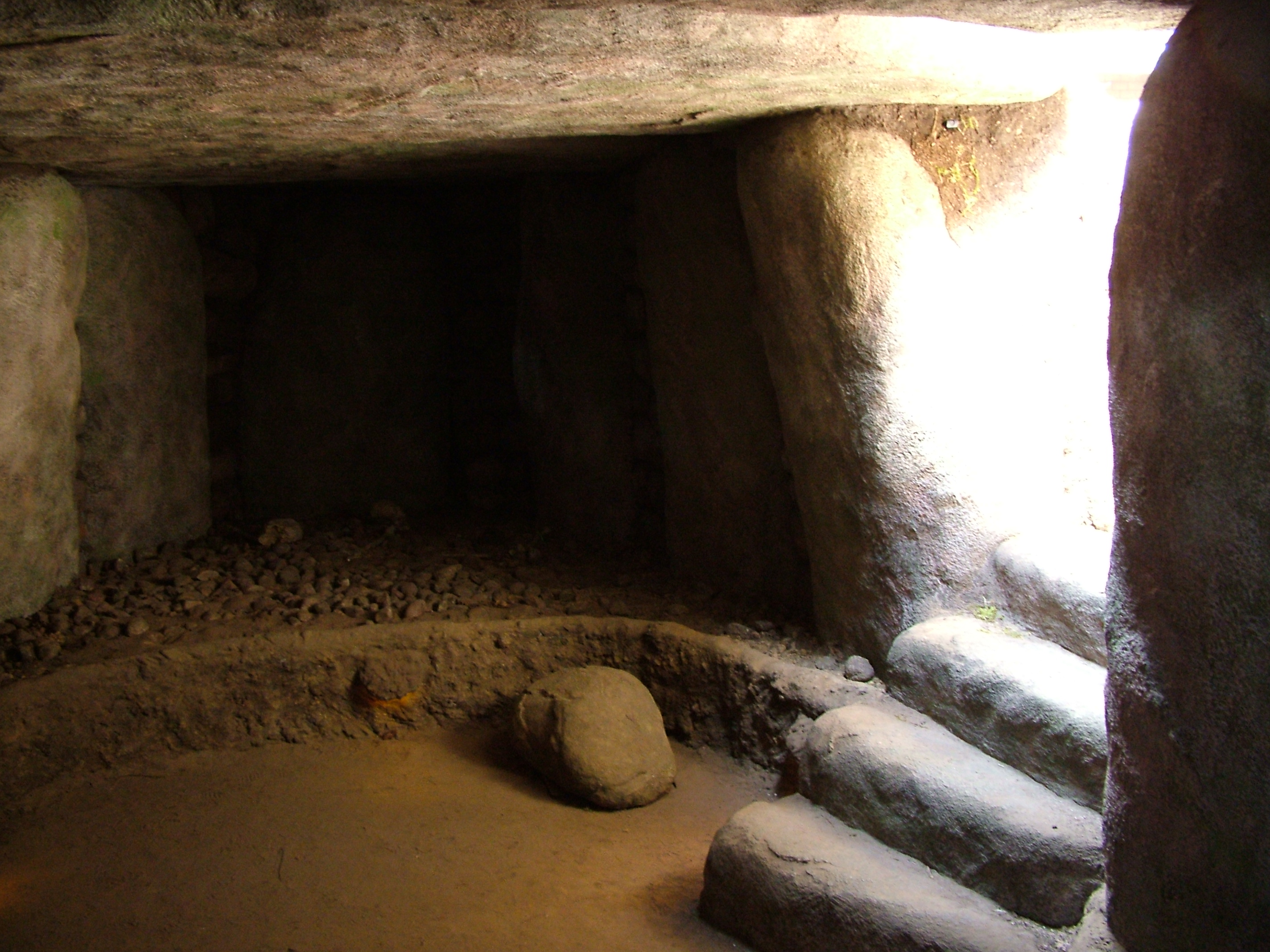
Дольмен
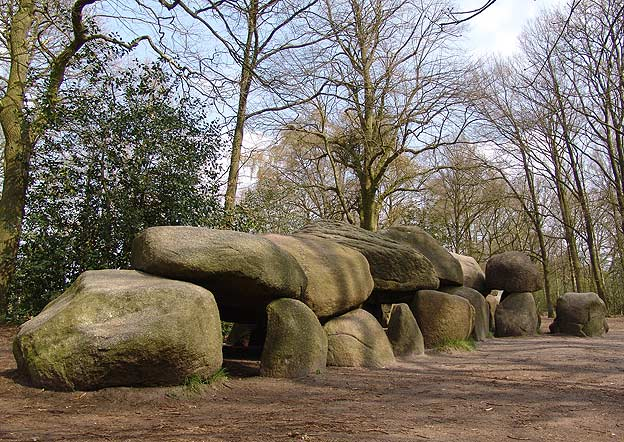
Дольмен D27